# Outhorn
Outhorn – polska marka odzieży i akcesoriów sportowych, założona w 1996 roku. To pierwsza marka spółki OTCF – polskiej firmy odzieżowej, właściciela m.in. marki sportowej 4F.
Outhorn posiada 16 sklepów własnych stacjonarnych oraz sklep online.

## Historia
Powstała w 1996 roku marka Outhorn to pierwsza marka spółki OTCF. Początkowo była sprzedawana wyłącznie odbiorcom hurtowym, do dużych sklepów sieciowych, jak Tesco czy Auchan. Następnym etapem rozwoju była dystrybucja ubrań marki Outhorn do multibrandowych sklepów sportowych na terenie całej Polski.
W 2015 roku marka została odświeżona – zmieniono logo i strategię komunikacyjną. Dwukrotnie zwiększony został asortyment.
Od jesieni 2016 roku marka ma nowe logo symbolizujące ruch i aktywności. Piktogram wizualizuje pozytywną energię i wskazuje kierunek rozwoju marki – do przodu.
Jesienią 2017 roku marka zadebiutowała na rynku w ramach własnej sieci.

## Idea marki Outhorn
Odzież i akcesoria marki Outhorn to produkty wielofunkcyjne dla aktywnych kobiet i mężczyzn w wieku 20-40 lat, przeznaczone do amatorskiego uprawiania sportu oraz noszenia na co dzień. Marka oferuje produkty do wykorzystania w czasie treningu fitness, trekkingu, jazdy na nartach i jest skierowana do fanów codziennego stylu sportowego. Firma stawia na silne rozróżnienie marek: 4F i Outhorn. Marka 4F jest stricte sportowa i ukierunkowana na osoby trenujące regularnie – w sposób bardziej profesjonalny. Produkty marki Outhorn są przeznaczone dla konsumentów, uprawiających sport hobbystycznie i razem z rodziną oraz przyjaciółmi, chcącymi aktywnie spędzić czas. Marka celowo unika wykorzystania najbardziej specjalistycznych technologii sportowych, przyjmując, że w codziennym użytkowaniu nie znajdą one zastosowania.

## Trend athleisure
W kolekcjach marki Outhorn wyraźny jest trend athleisure odnoszący się do sportu i czasu wolnego. Produkty są adresowane do wszystkich tych, którzy chcą być aktywni cały dzień i ubrani modnie. Koncepcja marki Outhorn to: „Aktywni i modni cały czas, w każdy momencie dnia”! Trend „mix and match”, zgodnie ze stylem athleisure, pozwala połączyć gamę produktów sportowych z wyglądem smart casual, który można wykorzystywać w stylizacjach do pracy, na zajęcia w szkole, spacer czy spotkania towarzyskie.

## Ambasadorzy marki
- Dorota Gardias[6] – dziennikarka i prezenterka pogody
- Urszula Dębska[7] – aktorka
- Michał Malinowski – aktor